# Jim Walsh (basketballer)
James Patrick “Jim” Walsh (San Francisco, 29 augustus 1930 – San Francisco, 4 maart 1976) was een Amerikaans basketballer. Hij won met het Amerikaans basketbalteam de gouden medaille op de Olympische Zomerspelen 1956.
Walsh speelde voor het team van de Stanford-universiteit en de Phillips 66ers, voordat hij in 1957 zijn NBA-debuut maakte bij de Philadelphia Warriors. Tijdens de Olympische Spelen speelde hij 8 wedstrijden, inclusief de finale tegen de Sovjet-Unie. Gedurende deze wedstrijden scoorde hij 73 punten.
Na zijn carrière als speler was hij werkzaam als coach.